# هاوتون وواشنطن الشرقية (دائرة انتخابية في المملكة المتحدة)
هاوتون وواشنطن الشرقية (بالإنجليزية: Houghton and Washington East)‏ هي إحدى الدوائر الانتخابية في المملكة المتحدة الممثلة في مجلس العموم في برلمان المملكة المتحدة.
عضو البرلمان الذي يمثلها حالياً هو :Mr Fraser Kemp (Lab).